# ویلیام دود پکارد

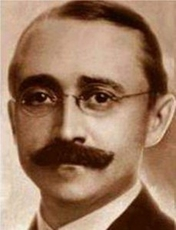
تصویر ویلیام دود پکارد

ویلیام دود پکارد (انگلیسی: William Doud Packard؛ ۳ نوامبر ۱۸۶۱ – ۱۱ نوامبر ۱۹۲۳) کارآفرین، بازرگان و مدیر ارشد اجرایی آمریکایی بود، که در سال ۱۸۹۹ شرکت پکارد را با مشارکت برادرش جیمز وارد پکارد تأسیس نمود.